# Daniel (biskup Al-Maadi)
Daniel (wł. Dżamal Dżawardżi, ur. 6 lipca 1948 w Kairze) – duchowny Koptyjskiego Kościoła Ortodoksyjnego, od 2013 biskup Al-Maadi.

## Życiorys
31 października 1982 złożył śluby zakonne w monasterze Syryjczyków. Święcenia kapłańskie przyjął 3 lutego 1985. Sakrę biskupią otrzymał 26 maja 1991. 10 marca 2013 objął rządy w diecezji Al-Maadi.